# Матыкиль
Матыкиль — крупнейший остров в архипелаге Ямские острова (северная часть Охотского моря). Площадь 8,7 км², высота до 697 м. 

## Флора и фауна
Репродуктивное лежбище сивуча (Eumetopias jubatus). Красная полёвка, населяющая остров, относится к той же, берингийской, филетической линии, что и популяция полуострова Камчатка. 
Береговые обрывы Матыкиля заняты колониями птиц (здесь растительность представлена несомкнутыми травянистыми сообществами из нескольких десятков нитрофильных видов), а в вершинной части склон сглажен, покрыт кустарничковой и кустарничково-пишайниковой тундрой с куртинами кедрового стланика. Флористическое разнообразие невелико.